# Mediátní území
Mediátní území je obvykle správní jednotkou, která je závislá na nějaké formě nadřízené vlády, obvykle vícestupňové. Je tedy teritoriem "prostředním" na rozdíl od území immediátního (bezprostředního), které obvykle podléhá pouze jednomu stupni centrální vlády, která je obvykle velmi volná a působí na federativní či konfederativní bázi. O mediátních územích se v češtině obvykle hovoří především v historickém kontextu, ačkoli obsah termínu rozhodně dodnes nevymizel.

## Historicky
V období feudalismu byl držitel teritoria immediátního podřízen pouze vrchnímu vladaři a býval nadán rozsáhlou mírou autonomie vůči svému lennímu pánu. Mediátními územími byla především běžná šlechtická panství a statky drobných leníků velkých pánů, zatímco k teritoriím immediátním patřila říšská knížectví, hrabství, města či kláštery, podřízené výhradně císaři. V českých zemích se jako o územích immediátních hovoří jen v případě slezských knížectví a stavovských panství ve Slezsku a Lužici, která byla podřízena pouze králi a nanejvýš centrálním úřadům zemí Koruny české. Veškerá ostatní šlechtická panství, ale i korunní državy a královská města, byly državami mediátními. Z hlediska celé Svaté říše římské však byla i autonomní slezská a lužická knížectví a panství jen statky mediátními (prostředními), protože mezi jejich držiteli a císařem stál ještě český král.

## Současnost
Dnes bychom mohli za immediátní považovat např. jednotlivé státy USA či spolkové země v Rakousku a Německu, zatímco okresy a kraje patří do kategorie území mediátních. V češtině se však, na rozdíl třeba od angličtiny, termínu z latiny mimo historický kontext již neužívá.